# Vathý (ort i Grekland, Epirus)
Vathý är en ort i Grekland.   Den ligger i prefekturen Nomós Prevézis och regionen Epirus, i den centrala delen av landet, 280 km nordväst om huvudstaden Aten. Vathý ligger 292 meter över havet och antalet invånare är 106.
Terrängen runt Vathý är kuperad åt sydväst, men åt nordost är den bergig.Runt Vathý är det ganska glesbefolkat, med 29 invånare per kvadratkilometer. Närmaste större samhälle är Arta, 18,0 km sydost om Vathý. Trakten runt Vathý består till största delen av jordbruksmark.